# Phúc Long
Phúc Long là một công ty thành viên của Masan Consumer hoạt động trong lĩnh vực kinh doanh chuỗi cửa hàng trà và cà phê, được thành lập vào năm 1968 tại Bảo Lộc, Lâm Đồng.

## Lịch sử
Năm 1968, Phúc Long khởi đầu tại Bảo Lộc, Lâm Đồng – một cao nguyên chè nổi tiếng.
Thập niên 80, Phúc Long mở cửa ba cửa hàng đầu tiên của mình tại Thành phố Hồ Chí Minh.
Năm 2000, Công ty Trách nhiệm Hữu hạn Sản xuất Thương mại Phúc Long được thành lập.
Năm 2007, Phúc Long mở rộng hoạt động sản xuất bằng cách sở hữu đồi chè tại Thái Nguyên và xây dựng nhà máy chế biến trà và cà phê tại Bình Dương.
Năm 2012, Phúc Long tiếp tục mở rộng với việc khai trương cửa hàng Phúc Long tại Trung tâm thương mại Crescent Mall Quận 7, đánh dấu bước tiến vào ngành đồ ăn và thức uống với mô hình tự phục vụ.
Năm 2015, Phúc Long tiếp tục mở rộng với việc thêm 10 cửa hàng mới tại Thành phố Hồ Chí Minh.
Năm 2018, Phúc Long tiếp tục phát triển với việc xây dựng nhà máy thứ hai tại Bình Dương, sở hữu thêm hai đồi chè ở Thái Nguyên và Bảo Lộc, và mở rộng thương hiệu ra phía Bắc với cửa hàng đầu tiên tại Hà Nội.
Năm 2022, Phúc Long bắt đầu một chương mới khi hợp tác với Masan Consumer, sau khi công ty này chi 110 triệu USD để mua 51% cổ phần của Phúc Long.